# Psila stackelbergi
Psila stackelbergi är en tvåvingeart som beskrevs av Shatalkin 1986. Psila stackelbergi ingår i släktet Psila och familjen rotflugor. Inga underarter finns listade i Catalogue of Life.